# Замбезія (мультфільм)
Замбезія (англ. Zambezia) — повнометражний мультфільм, створений у ПАР. Прем'єра в Україні відбулася 6 вересня 2012 року. В український прокат фільм вийшов на 55 цифрових носіях з дубляжем українською мовою.

## Сюжет
Мультфільм розповідає про життя юного сокола Кая, його пригоди, характер та комічні ситуації, у які він потрапляє на шляху до пташиного містечка Замбезія. Там він мріє позбутися самотності та знайти друзів, які б не залишили його в біді. Однак спочатку Каю необхідно подолати шлях, який сповнений небезпек і несподіваних поворотів.